# Europawahl in Schweden 2004
Die Europawahl in Schweden 2004 fand am 13. Juni statt.

## Ergebnis
| Listen               | Listen                                    | Stimmen   | %    | Mandate | +/- |
| -------------------- | ----------------------------------------- | --------- | ---- | ------- | --- |
|                      | Sveriges socialdemokratiska arbetareparti | 616.963   | 24,6 | 5       | –1  |
|                      | Moderata samlingspartiet                  | 458.398   | 18,2 | 4       | –1  |
|                      | Junilistan                                | 363.472   | 14,5 | 3       | Neu |
|                      | Vänsterpartiet                            | 321.344   | 12,8 | 2       | –1  |
|                      | Folkpartiet liberalerna                   | 247.750   | 9,9  | 2       | –1  |
|                      | Centerpartiet                             | 157.258   | 6,3  | 1       | –   |
|                      | Miljöpartiet de Gröna                     | 149.603   | 6,0  | 1       | –1  |
|                      | Kristdemokraterna                         | 142.704   | 5,7  | 1       | –1  |
|                      | Sverigedemokraterna                       | 28.303    | 1,1  | –       | –   |
|                      | Sonstige                                  | 26.274    | 1,0  | –       | –   |
| Gesamt               | Gesamt                                    | 2.512.069 | 100  | 19      | –3  |
|                      |                                           |           |      |         |     |
| Ungültige Stimmen    | Ungültige Stimmen                         | 72.395    | 2,8  |         |     |
| Wähler               | Wähler                                    | 2.584.464 | 37,9 |         |     |
| Wahlberechtigte      | Wahlberechtigte                           | 6.827.870 |      |         |     |
|                      |                                           |           |      |         |     |
| Quelle: Historik val |                                           |           |      |         |     |

## Fraktionen im Europäischen Parlament
| Partei                         | Partei                                    | Mandate | Fraktion |
| ------------------------------ | ----------------------------------------- | ------- | -------- |
|                                | Sveriges socialdemokratiska arbetareparti | 5 / 19  | SPE      |
|                                | Moderata samlingspartiet                  | 4 / 19  | EVP-ED   |
|                                | Junilistan                                | 3 / 19  | IND/DEM  |
|                                | Vänsterpartiet                            | 2 / 19  | GUE/NGL  |
|                                | Folkpartiet liberalerna                   | 2 / 19  | ALDE     |
|                                | Centerpartiet                             | 1 / 19  | ALDE     |
|                                | Miljöpartiet de Gröna                     | 1 / 19  | G/EFA    |
|                                | Kristdemokraterna                         | 1 / 19  | EVP-ED   |
|                                |                                           |         |          |
| Quelle: Europäisches Parlament |                                           |         |          |